# Axel Slangus
Axel Slangus, född 23 september 1890 i Pyttis i Finland, död 13 september 1965 i Helsingfors, var en finlandssvensk skådespelare, regissör och manusförfattare.
Slangus var under ett halvt sekel verksam vid Svenska Teatern i Helsingfors. Han tillhörde den banbrytande första generationen av inhemska skådespelare vid Svenska teatern i Helsingfors. Han bidrog till att höja anseendet hos den finlandssvenska scenkonsten och anses vara den första stora finlandssvenska manliga skådespelaren.
Slangus medverkade också i ett tiotal finska filmer och tolkade nationell dramatik, till exempel Aleksis Kivis Sju bröder och Sockenskomakarna. Han var uppskattad också i finska kretsar, vilket gjorde att han blev en brobyggare mellan finsk och svensk teater i Finland.
Han arbetade också en del i Sverige och var till exempel med i Ingmar Bergmans film Jungfrukällan 1960.

## Priser och utmärkelser
1952 Pro Finlandia-medaljen

## Filmografi
- 1926 – Fänrik Ståls sägner-del II
- 1929 – Rågens rike
- 1956 – Sången om den eldröda blomman
- 1957 – En drömmares vandring
- 1957 – Ingen morgondag
- 1960 – Jungfrukällan

## Teaterroller
| År   | Roll                               | Produktion                                                        | Regi            | Teater                       |
| ---- | ---------------------------------- | ----------------------------------------------------------------- | --------------- | ---------------------------- |
| 1920 | Narren                             | Prinsessans visa Anna Wahlenberg                                  | Gustaf Nessler  | Svenska Teatern, Helsingfors |
| 1922 | Esko                               | Sockenskomakarna (Nummisuutarit) Aleksis Kivi                     |                 | Dramaten                     |
| 1927 | Gerald Fitz-Gerald, Madames man    | Nu kommer madame (Enter Madame) Gilda Varesi och Dolly Byrne      | Tollie Zellman  | Svenska Teatern, Helsingfors |
| 1928 | Henry Masters, chaufför            | Bättre folk (The Best People) Avery Hopwood och David Gray        | Tollie Zellman  | Svenska Teatern, Helsingfors |
| 1929 | Joe Meng                           | Patrasket Hjalmar Bergman                                         | Tollie Zellman  | Svenska Teatern, Helsingfors |
| 1929 | Jackie "Tiger" Brown, polismästare | Tiggaroperan (Die Dreigroschenoper) Bertolt Brecht och Kurt Weill | Nicken Rönngren | Svenska Teatern, Helsingfors |
| 1939 | Karl Ludvig                        | Kvartetten som sprängdes Birger Sjöberg                           |                 | Svenska Teatern, Helsingfors |
| 1949 | Willy Loman                        | En handelsresandes död (Death of a Salesman) Arthur Miller        |                 | Svenska Teatern, Helsingfors |
| 1957 | Victor D’Alcala                    | Morgondagens män (Key Largo) Maxwell Anderson                     | Gerda Wrede     | Svenska Teatern, Helsingfors |
| 1958 | Firs                               | Körsbärsträdgården (Вишнёвый сад, Visjnjovyj sad) Anton Tjechov   | Eino Kalima     | Svenska Teatern, Helsingfors |